# Église Saint-Adrien de Mailly-le-Château
Pour les articles homonymes, voir Église Saint-Adrien.
L'église de Mailly-le-Château est une église située à Mailly-le-Château, dans le département français de l'Yonne en France.

## Description
L'édifice est un bel exemple de gothique primitif et de gothique lancéolé,. Il s'agit d'une église-relais de l'archidiocèse de Sens-Auxerre. Elle est de style ogival du XIIIe siècle, à trois nefs. 
Son originalité réside surtout par sa façade : portail d’appareil moyen encadré par deux hauts contreforts supportant un pignon triangulaire. Au tiers supérieur, s’ouvre une galerie de quatre arcatures ogivales séparées de fines colonnettes (début du XIVe siècle) contre lesquelles s’appuient les statues de différents personnages. Certains sont censés représenter des serfs, alors que l’œuvre centrale évoque la comtesse Mahaut (comtesse de Nevers et fille de Pierre de Courtenay) qui accorda la charte d’affranchissement en 1223.
À l’intérieur,(XIIIe siècle), les trois nefs apparaissent en parallélogramme composées de travées ogivales. De chaque côté du chœur, on trouve une chapelle (à droite : XIVe, sous la tour : Renaissance). 
Le mobilier religieux comporte, entre autres, des stalles du XVIIe siècle. À l’extérieur, sur la place, un tilleul quadri-centenaire datant de Sully, est l’objet de toutes les attentions.

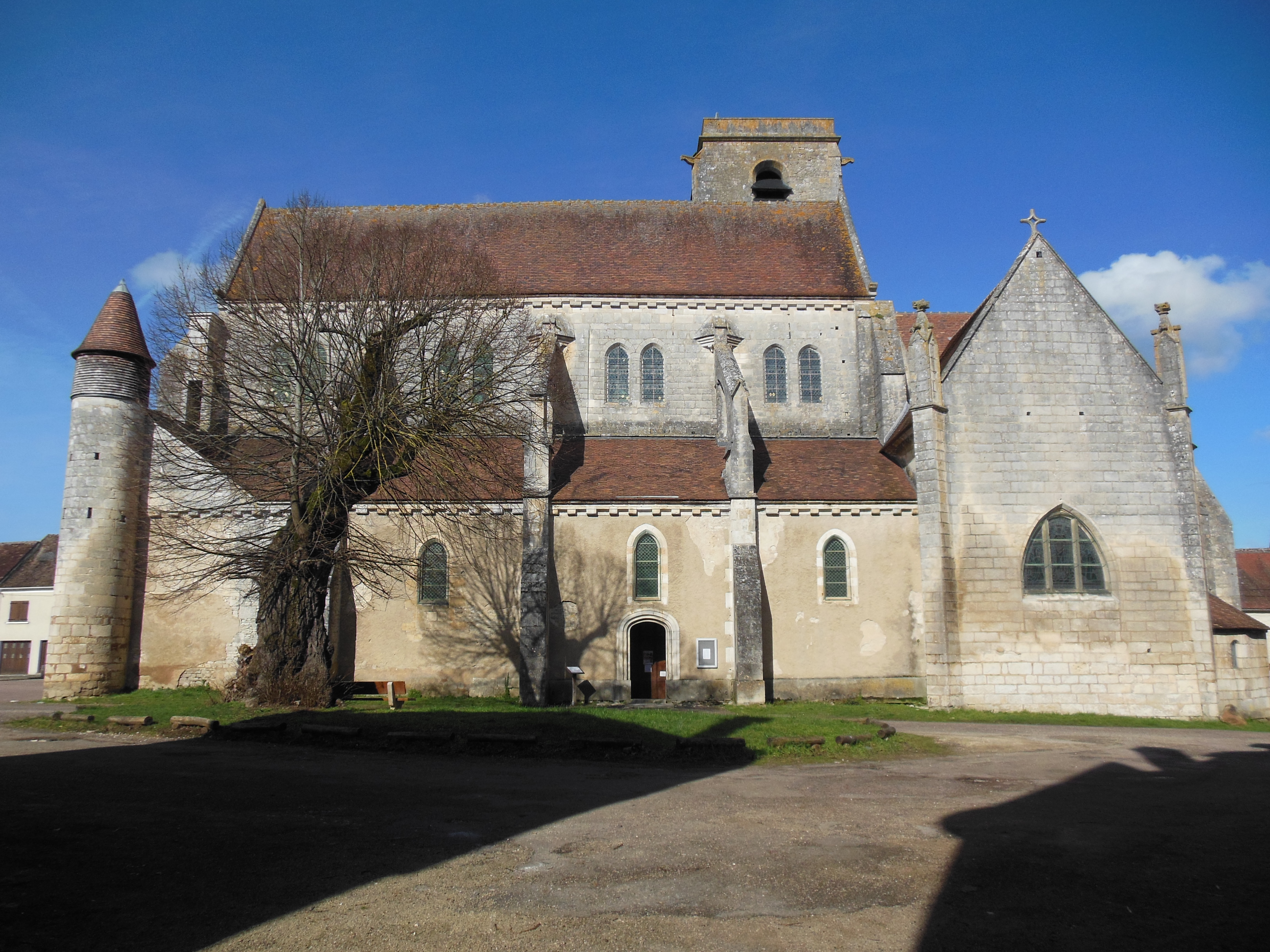
Façade sud
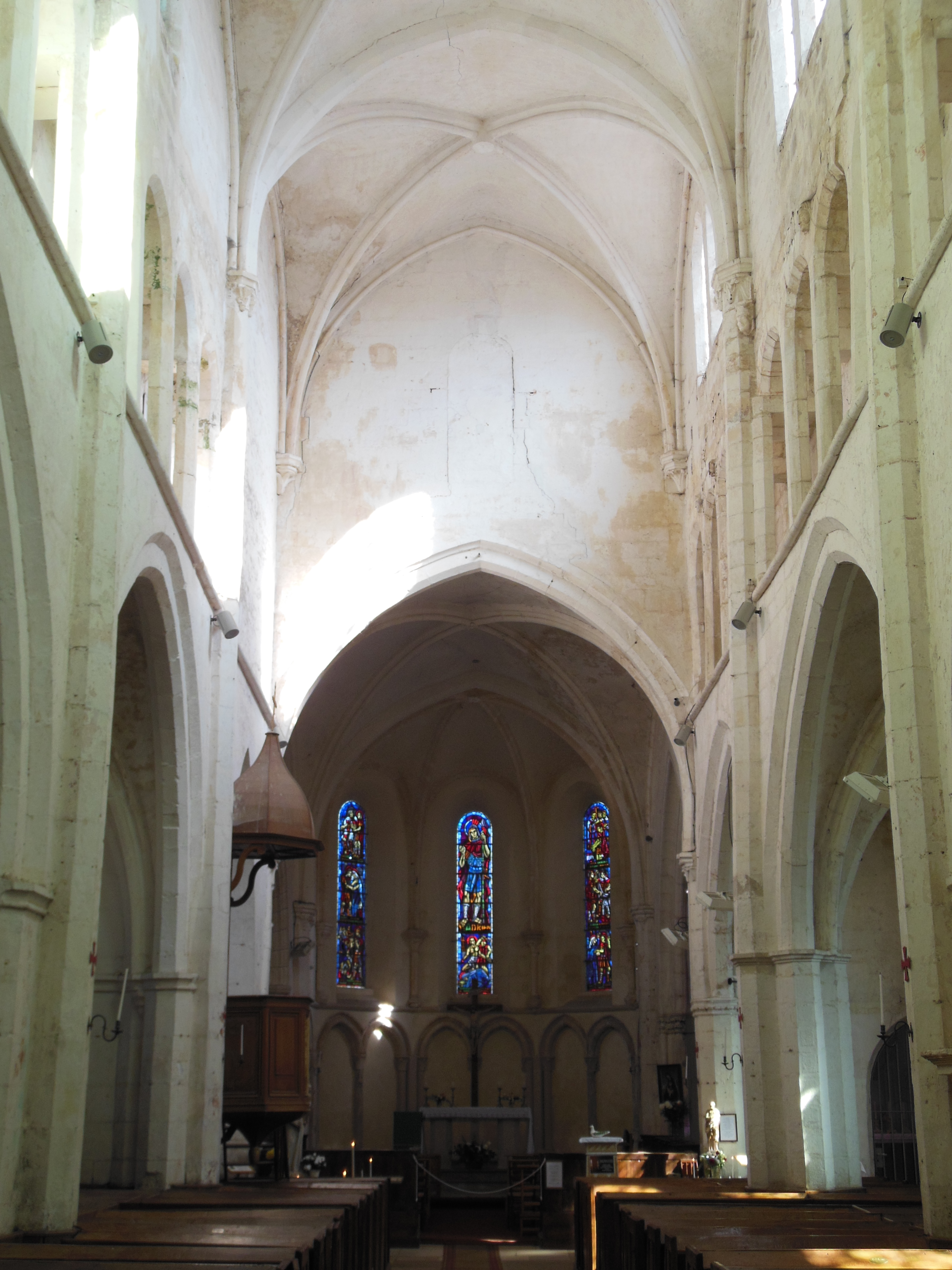
Nef et chœur
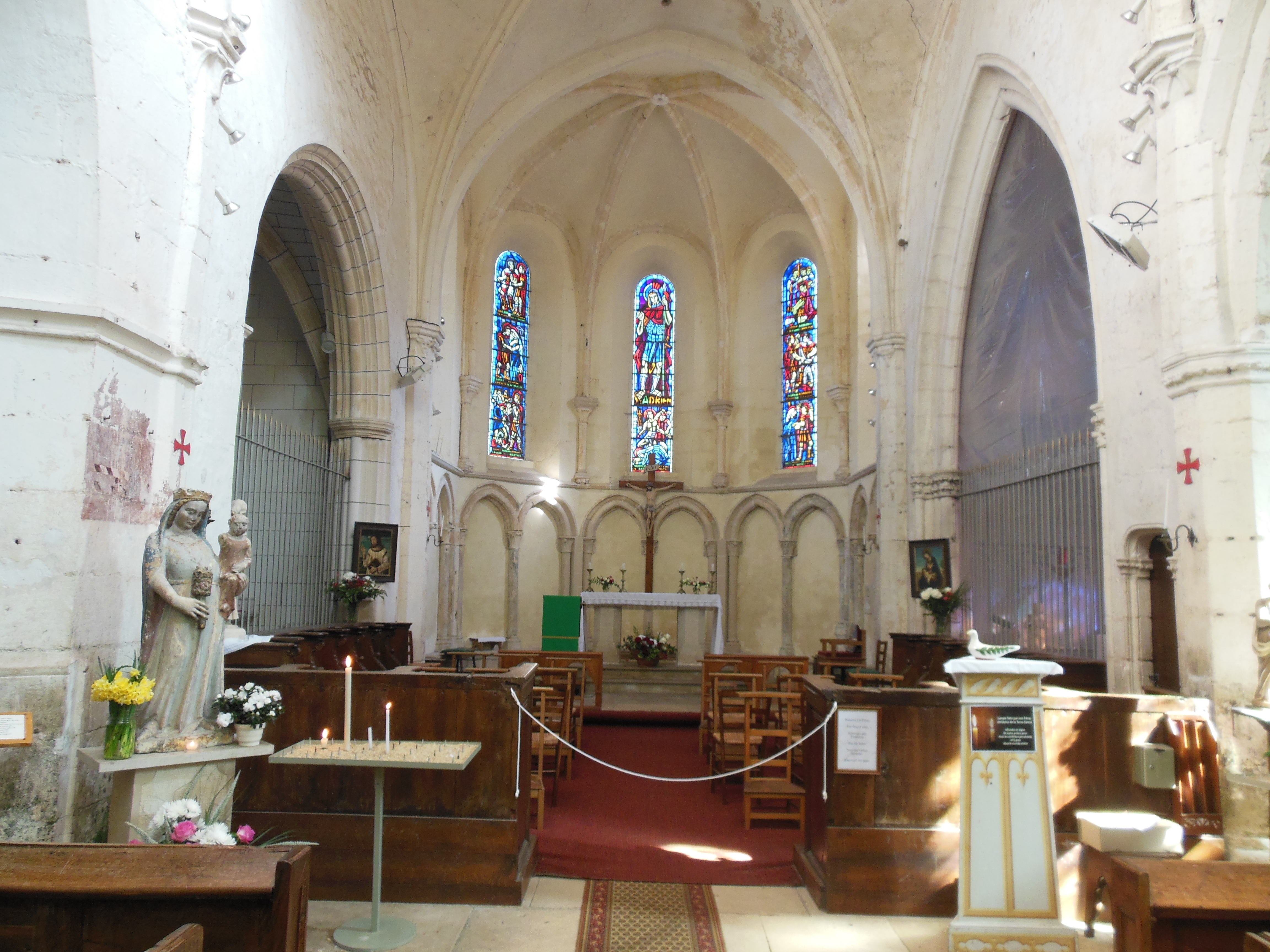
Chœur
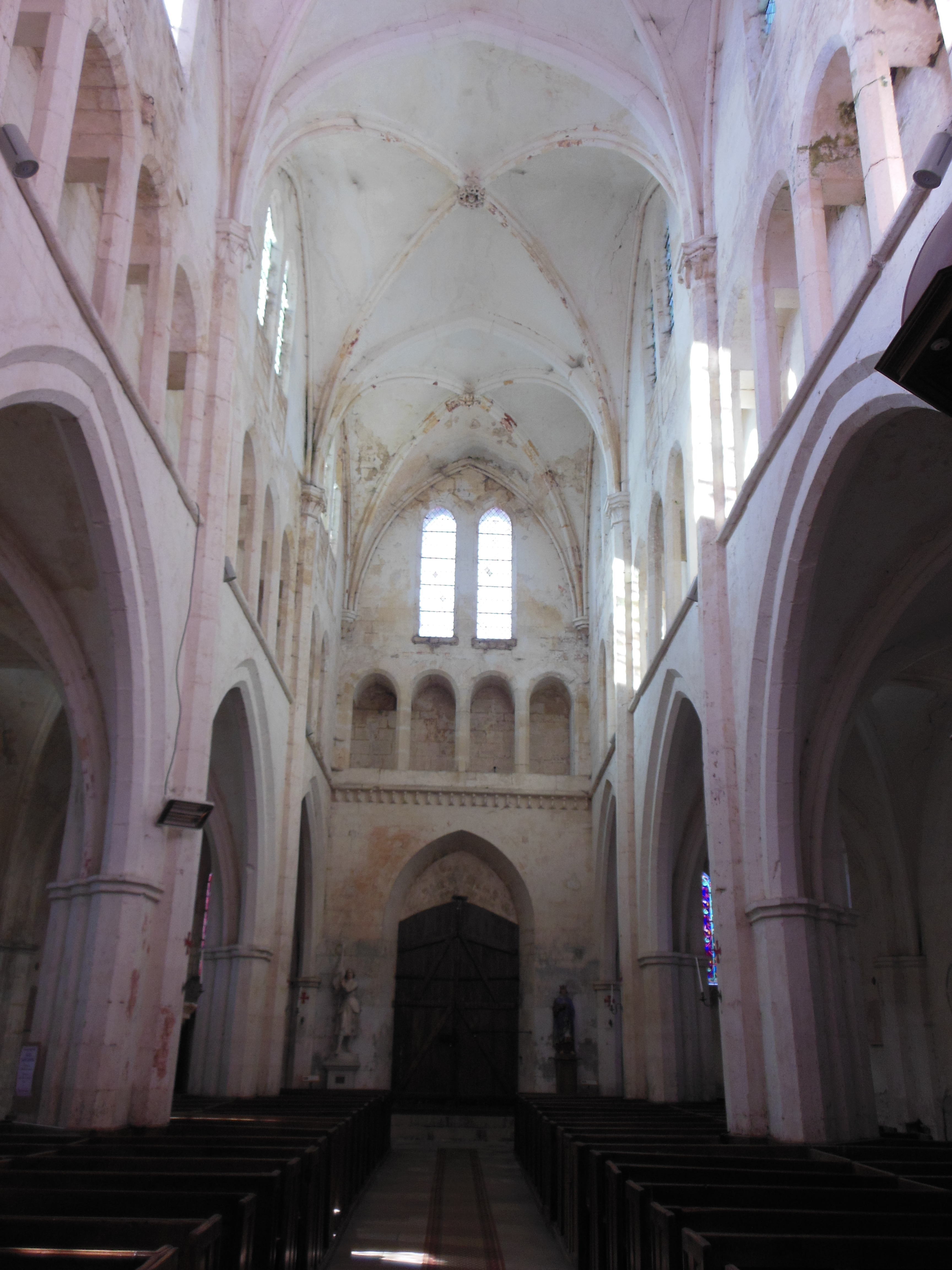
Nef et narthex
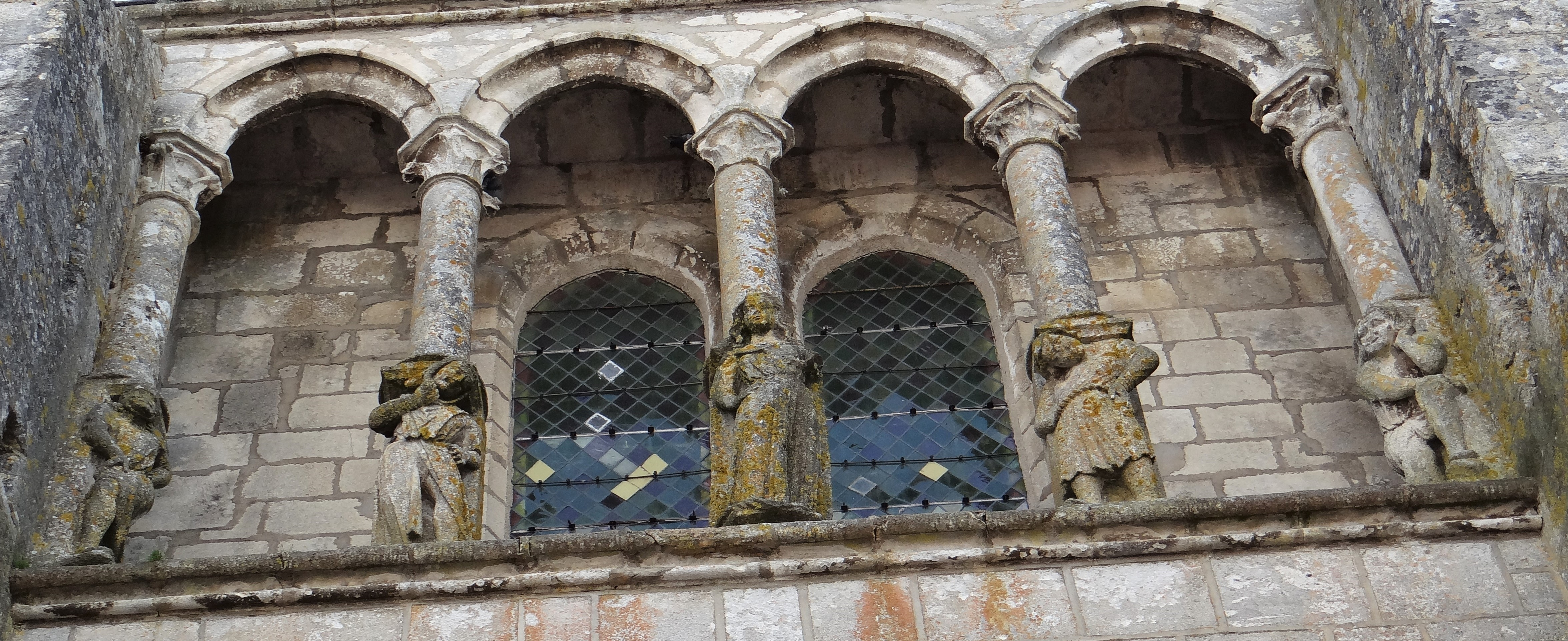
Galerie de quatre arcatures ogivales

## Historique
La fondation de l'église Saint-Adrien est à attribuer à la comtesse Mahaut, morte en 1257. Les travaux ont débuté vers 1220 et se sont achevés au XIVe siècle.
L'édifice est classé au titre des monuments historiques en 1862.